# 馮冑
馮冑（?—?），字世威。上党郡（治今山西省长治市长子县）人，东汉人物。
馮冑是西汉名将馮奉世之后。馮冑为涉都侯李郃的门人。李郃死后，冯胄独自制丧服，心中哀悼了三年，当时人对他十分称异。他平时仰慕周伯况、闵仲叔的为人，隐居在山林水草之地，不接受官府的征辟任用。

## 延伸阅读
[在维基数据编辑]
 《後漢書·卷82上》，出自范晔《後漢書》